# Khaled El Nabawy
Khaled El Nabawy (en arabe: خالد النبوي), né le 12 septembre 1966 à Mansourah, est un acteur égyptien.

## Biographie
Il joue son premier rôle important dans le film L'Émigré (1994) de Youssef Chahine et remporte pour son interprétation le prix du meilleur acteur au festival du film africain en Afrique du Sud. Il tourne à nouveau pour Chahine sur Le Destin (1997) et est là encore récompensé, prix du meilleur second rôle, au Festival international du film du Caire. Acteur très connu dans son pays natal, il a joué par la suite dans plusieurs films occidentaux : Kingdom of Heaven (2005), Fair Game (2010) et, pour la première fois dans un premier rôle, The Citizen (en) (2012). Il a été l'une des premières personnalités à soutenir activement la Révolution égyptienne de 2011.

## Filmographie
Cinéma
- 1994 : L'Émigré : Ram
- 1997 : Le Destin : Nasser
- 2005 : Kingdom of Heaven : le mollah
- 2009 : Al Mosafer (en) : Hassan
- 2010 : Fair Game : Hammad
- 2010 : Al Dealer (en) : Ali El Halwany
- 2012 : The Citizen (en) : Ibrahim